# العلاقات الأوزبكستانية النيوزيلندية
العلاقات الأوزبكستانية النيوزيلندية هي العلاقات الثنائية التي تجمع بين أوزبكستان ونيوزيلندا.

## مقارنة بين البلدين
هذه مقارنة عامة ومرجعية للدولتين:
| وجه المقارنة                                              | أوزبكستان       | نيوزيلندا                                              |
| --------------------------------------------------------- | --------------- | ------------------------------------------------------ |
| المساحة (كم2)                                             | 448.98 ألف      | 268.02 ألف                                             |
| عدد السكان (نسمة)                                         | 32.39 مليون     | 4.24 مليون                                             |
| الكثافة السكانية (ن./كم²)                                 | 72.14           | 15.82                                                  |
| العاصمة                                                   | طشقند           | ويلينغتون، أوكلاند                                     |
| اللغة الرسمية                                             | اللغة الأوزبكية | لغة إنجليزية، اللغة الماورية، لغة الإشارة النيوزيلندية |
| العملة                                                    | سوم أوزبكستاني  | دولار نيوزيلندي، الجنيه النيوزيلندي                    |
| الناتج المحلي الإجمالي (بليون دولار)                      | 48.72 مليار     | 205.85 مليار                                           |
| الناتج المحلي الإجمالي (تعادل القوة الشرائية) بليون دولار | 190.50 مليار    |                                                        |
| الناتج المحلي الإجمالي الاسمي للفرد دولار أمريكي          | 2.13 ألف        |                                                        |
| الناتج المحلي الإجمالي للفرد دولار أمريكي                 | 5.57 ألف        |                                                        |
| مؤشر التنمية البشرية                                      | 0.675           | 0.914                                                  |
| رمز المكالمات الدولي                                      | +998            | +64                                                    |
| رمز الإنترنت                                              | .uz             | .nz                                                    |
| المنطقة الزمنية                                           | ت ع م+05:00     | ت ع م+13:00، ت ع م+12:00                               |

## منظمات دولية مشتركة
يشترك البلدان في عضوية مجموعة من المنظمات الدولية، منها:
| علم المنظمة | اسم المنظمة                               | تاريخ انضمام أوزبكستان | تاريخ انضمام نيوزيلندا |
| ----------- | ----------------------------------------- | ---------------------- | ---------------------- |
|             | بنك التنمية الآسيوي                       | 1995                   | 1966                   |
|             | مؤسسة التنمية الدولية                     | 24 سبتمبر 1992         | 1 أكتوبر 1974          |
|             | يونسكو                                    | 26 أكتوبر 1993         | 4 نوفمبر 1946          |
|             | وكالة ضمان الاستثمار متعدد الأطراف        | 4 نوفمبر 1993          | 22 أبريل 2008          |
|             | الأمم المتحدة                             | 2 مارس 1992            | 24 أكتوبر 1945         |
|             | الفريق المعني برصد الأرض                  | ?                      | ?                      |
|             | الاتحاد البريدي العالمي                   | ?                      | ?                      |
|             | البنك الدولي للإنشاء والتعمير             | 21 سبتمبر 1992         | 31 أغسطس 1961          |
|             | الاتحاد الدولي للاتصالات                  | 10 يوليو 1992          | 3 يونيو 1878           |
|             | منظمة حظر الأسلحة الكيميائية              | ?                      | ?                      |
|             | مؤسسة التمويل الدولية                     | 30 سبتمبر 1993         | 31 أغسطس 1961          |
|             | المركز الدولي لتسوية المنازعات الاستشارية | 25 أغسطس 1995          | 2 مايو 1980            |
|             | منظمة الشرطة الجنائية الدولية             | ?                      | ?                      |

## وصلات خارجية
- موقع وزارة الخارجية الأوزبكستانية
- موقع وزارة الخارجية النيوزيلندية